# Jacek Ziober
Jacek Ziober est un footballeur polonais né le 18 novembre 1965 à Łódź. Il évoluait au poste d'attaquant.

## Carrière
- 1982-1990 : ŁKS Łódź  Pologne
- 1990- janv. 1994 : Montpellier HSC  France
- janv. 1994-1996 : Osasuna Pampelune  Espagne
- 1996- janv. 1997 : Amica Wronki  Pologne
- janv. 1997-1999 : Tampa Bay Mutiny  États-Unis[1]

## Palmarès
- 46 sélections et 8 buts avec l'équipe de Pologne entre 1988 et 1993